# Anežka Drahotová

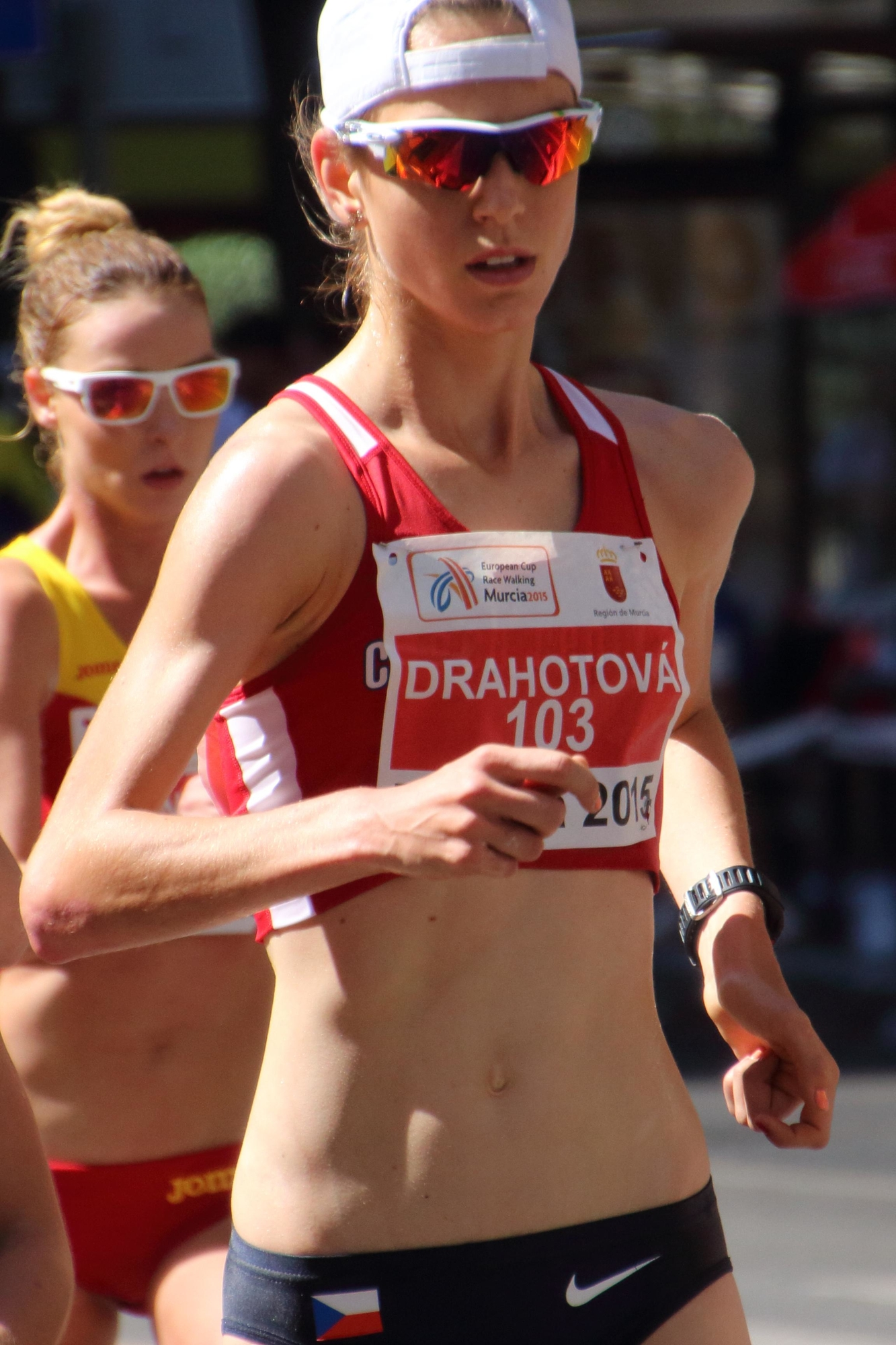
Anežka Drahotová (2015)

Anežka Drahotová (* 22. Juli 1995 in Rumburk) ist eine tschechische Geherin.

## Sportliche Laufbahn
2013 siegte sie bei den Junioreneuropameisterschaften in Rieti im 10.000-Meter-Gehen und wurde bei den Weltmeisterschaften in Moskau Siebte im 20-km-Gehen.
2014 siegte sie bei den Juniorenweltmeisterschaften in Eugene im 10.000-Meter-Gehen und gewann bei den Europameisterschaften in Zürich Bronze im 20-km-Gehen.
Im Jahr darauf folgte über 20 km einer Silbermedaille bei den U23-Europameisterschaften in Tallinn ein achter Platz bei den Weltmeisterschaften in Peking. 2017 belegte sie bei den U23-Europameisterschaften im polnischen Bydgoszcz den siebten Platz und konnte damit ihrer Favoritenrolle nicht gerecht werden.

## Persönliche Bestzeiten
- 10.000 m Gehen: 42:47,25 min, 23. Juli 2014, Eugene
- 20 km Gehen: 1:26:53 h, 17. Mai 2015, Murcia
- 3000 m Hindernis: 10:10,45 min, 25. Mai 2013, Vila Real de Santo António